# Gennaro Fergola
Gennaro Fergola (Napoli, 8 febbraio 1795 – Napoli, 27 febbraio 1870) è stato un militare italiano, generale dell'esercito del Regno delle Due Sicilie.

## Biografia
Il generale Gennaro Fergola, figlio di Giuseppe e Margherita Lombardo, veniva da una famiglia di scienziati e artisti, tra cui ricordiamo i pittori Luigi Fergola e Salvatore Fergola, il matematico Nicola Fergola ed il geodeta Francesco Fergola. A prosecuzione della tradizione di famiglia, il figlio di Gennaro, Emanuele Fergola divenne un noto matematico ed astronomo così come il fratello di Gennaro, Gabriele Fergola che fu matematico e professore di astronomia nella Regia Università degli Studi di Napoli.
Gennaro Fergola fu allievo esterno del Collegio Militare della Nunziatella dove il 5 gennaio 1814 ottenne la nomina a secondo tenente dell'arma di artiglieria.
Entrato in servizio attivo, partecipò nel 1815 alla Campagna d'Italia e alla difesa della fortezza di Ancona al comando del generale De Montemayor.
In seguito alla restaurazione di Ferdinando I di Borbone sul trono del Regno delle Due Sicilie, nel 1820 fu promosso primo tenente ed inviato in Sicilia con la spedizione comandata dal generale Florestano Pepe a ristabilire l'ordine.
Negli anni successivi percorse una rapida carriera, ottenendo le promozioni a capitano (1827); maggiore comandante della Real Fabbrica d'Armi di Torre Annunziata e successivamente degli arsenali di Palermo e Messina (1845); tenente colonnello (1847), grado con il quale assunse il comando dell'artiglieria del forte palermitano di Castellammare.
Nel 1848 partecipò al contrasto dell'insurrezione di Palermo ed ottenne la croce di diritto dell'Ordine di San Giorgio.
Nominato sottoispettore dell'arma di artiglieria, nel 1854 ottenne il grado di colonnello, con cui fu trasferito dalla Sicilia a Capua, dove assunse il comando del Reggimento di artiglieria “Regina”. Nello stesso periodo ottenne anche la direzione della Scuola di applicazione per gli alfieri d'artiglieria e del genio usciti dalla Nunziatella.
Lasciò questi incarichi il 13 giugno 1859, quando fu promosso generale di brigata e nominato ispettore di artiglieria in Sicilia.
In seguito all'invasione delle truppe garibaldine, il 9 agosto 1860 le truppe napoletane abbandonarono la Sicilia e Fergola assunse il comando superiore delle fortezze di Messina, Augusta e Siracusa. Da questa posizione tentò di condurre operazioni in soccorso di Reggio Calabria, la quale era stata nel frattempo attaccata dalle truppe garibaldine, ma senza successo.
L'8 ottobre 1860 Francesco II delle Due Sicilie lo promosse maresciallo di campo, plaudendo al comportamento della guarnigione.
In seguito alla resa della fortezza di Gaeta (14 febbraio 1861) la piazzaforte di Messina comandata da Fergola fu posta sotto assedio dal generale piemontese Enrico Cialdini il quale, minacciando rappresaglie, riuscì ad ottenerne la resa. Sotto il comando di Gennaro Fergola, Messina resistette otto mesi fino al 13 marzo 1861.
A seguito della resa di Messina, ed in ragione della lunga resistenza, non fu concesso l'onore delle armi alla guarnigione e gli ufficiali vennero tutti arrestati. In segno di riconoscenza per l'attaccamento al Regno delle Due Sicilie, Gennaro Fergola fu decorato da Francesco II delle Due Sicilie con la gran croce dell'Ordine di San Giorgio.